# Německá fotbalová Bundesliga 2016/2017
Soutěžní ročník Německá fotbalová Bundesliga 2016/17 byl 56. ročníkem nejvyšší německé fotbalové ligy zvané Fußball-Bundesliga. Soutěž byla započata 26. srpna 2016 a poslední kolo bylo na programu 29. května 2017. Soutěže se účastnilo celkem 18 týmů. Šestnáct se jich udruelo z minulého ročníku a sestoupilé týmy nahradily 2 nové ze 2. Fußball-Bundesligy.